# Tron Łaski
Tron Łaski – przedstawienie ikonograficzne ukazujące Trójcę Świętą. Przez to pojęcie rozumie się przedstawienie, głównie w sztukach plastycznych, w którym Bóg Ojciec trzyma w dłoniach swego Syna ukrzyżowanego. Duch Święty jest ukazywany w postaci gołębicy umieszczanej najczęściej nad krucyfiksem. Także do tego typu ikonograficznego zalicza się wyobrażenia, gdzie Bóg trzyma ciało Chrystusa tuż po zdjęciu z krzyża. Termin „Tron Łaski” wprowadził Franz Xaver Kraus.

## Interpretacja
Tron Łaski ma swoją genezę w Biblii. W Liście do Hebrajczyków stoi: „Przybliżmy się więc z ufnością do tronu łaski, abyśmy otrzymali miłosierdzie i znaleźli łaskę dla [uzyskania] pomocy w stosownej chwili” (Hbr 4, 16). W Wulgacie występuje tutaj termin thronus gratiae. Tron Łaski najczęściej się interpretuje jako symbol wywyższenia Chrystusa przez Boga. Chrystus, który przyjął postać Sługi, staje się ponownie Bogiem. Ponadto ten typ ikonograficzny zawiera aspekt eucharystyczny – Modlitwa Eucharystyczna ukazuje miłość Boga Ojca zbawiającego świat przez męczeńską śmierć Jezusa na krzyżu w Duchu Świętym. Wymiar zbawczy potęguje to iż Bóg objawia publicznie że w Chrystusie pojednał świat ze sobą, zbawił ludzi.

## Tron Łaski w sztuce
Kościół katolicki przyjął dogmat o Trójcy Świętej na soborze nicejskim, jednak nie znamy w sztuce żadnych przedstawień trynitarnych o takiej formule ikonograficznej aż do XII w. Przyjmuje się, że wpływy na rozwój tego wyobrażenia w sztuce miały chrystologia łacińska, która w XI i XII stuleciu pogłębiła rozważania nad życiem człowieka dźwigającego krzyż tak jak Chrystus oraz adoracja Krzyża Pańskiego. W konsekwencji Kościół wprowadził w nowym przedstawieniu Trójcy Świętej sposób ukazywania Syna Bożego jako męczennika przybitego do krzyża.
Tron Łaski był często przedstawiany jako część kompozycji większej sceny figuralnej zawierającej adorujących świętych (Dürer), aniołów (XV-wieczny obraz z kręgu austriackiego w londyńskiej National Gallery) albo osoby świeckie (np. portal z kolegiaty Św. Krzyża we Wrocławiu).

## Przykłady zastosowania
Przedstawienia o tym typie ikonograficznym były najbardziej powszechne w dobie późnego średniowiecza, w sztuce późnoromańskiej i sztuce gotyckiej. Spośród najstarszych romańskich przykładów przedstawienia Tronu Łaski wyróżniają się miniatura Mszału z Cambrai (około 1120), ołtarzyki przenośne z Hildesheim (przed 1132) i Siegburga (ok. 1160).
Temat ten upowszechnił się w gotyku. Do najstarszych przykładów zalicza się jeden z witraży bazyliki Saint-Denis pod Paryżem, miniatura w Mszale kościoła Montaure (diecezja Evreux k. Paryża) znajdującym się obecnie w Bibliotece Miejskiej w Rouen. Jest to ilustracja tekstu rozpoczynającego kanon mszalny: Te igitur... (Ojcze nieskończenie dobry...). Litera „T” stanowi krzyż Chrystusa, który podtrzymuje Bóg Ojciec.
Ponadto wczesny przykład Tronu Łaski znajduje się w miniaturze przechowywanej w bibliotece katedralnej w Troyes.
Z innych przykładów malarstwa miniaturowego można wymienić Biblię księcia Berry z Francji z XIV w. (karta iluminowanego rękopisu w British Museum w Londynie) czy miniaturę z Godzinek, Michelino da Besozzo, datowaną na ok. 1400.
Rzeźbę gotycką reprezentują m.in. kamienna płyta umieszczona niegdyś przy wejściu do szpitala miejskiego w Würzburgu czy portal kościoła św. Anny w Annabergu (Saksonia). W późnogotyckim tympanonie datowanym na 1516 rok pośrodku jest ukazana Trójca Święta.
Na terenach obecnej Polski najstarsze przedstawienia Tronu Łaski znajdują się na terenie Śląska. W kolegiacie Św. Krzyża (kościele górnym) na Ostrowie Tumskim we Wrocławiu znajduje się portal z rzeźbionym wizerunkiem Tronu Łaski adorowanym przez księcia Henryka IV Probusa i jego żonę Matyldę. W pobliskim Muzeum Narodowym znajduje się obraz Trójca Święta, sprzed 1350 roku, pochodzący ze Świerzawy. Ponadto wątek Tronu Łaski można odnaleźć m.in. na Pomorzu Wschodnim w figurach Maryjnych, tzw. Madonnach Szafkowych, m.in. z Klonówki (ostatnia ćwierć XIV w.) i z Lubiszewa (1 ćwierć XV w.) obecnie w Muzeum Diecezjalnym w Pelplinie, oraz w Sejnach z I poł. XV w. Koronowany w 1975 przez kardynała Stefana Wyszyńskiego z udziałem kardynała Karola Wojtyły. Na Warmii w kolegiacie Najświętszego Zbawiciela w Dobrym Mieście znajduje się pełnoplastyczna rzeźba z początku XV w.
Z późniejszych przykładów należy wymienić fresk „Trójca Święta” w kościele Santa Maria Novella we Florencji, namalowany przez Massaccia w 1427, ukazujący Tron Łaski, z tłem przedstawiającym wnętrze renesansowe, będące studium perspektywy zbieżnej czy „Obraz Wszystkich Świętych” pędzla Albrechta Dürera namalowany w latach 1509–1516, znajdujący się w Kunsthistorisches Museum w Wiedniu. Przedstawia liczną grupę świętych na tle nieba. Trójca Święta stanowi główną oś kompozycji.